# Rhesos

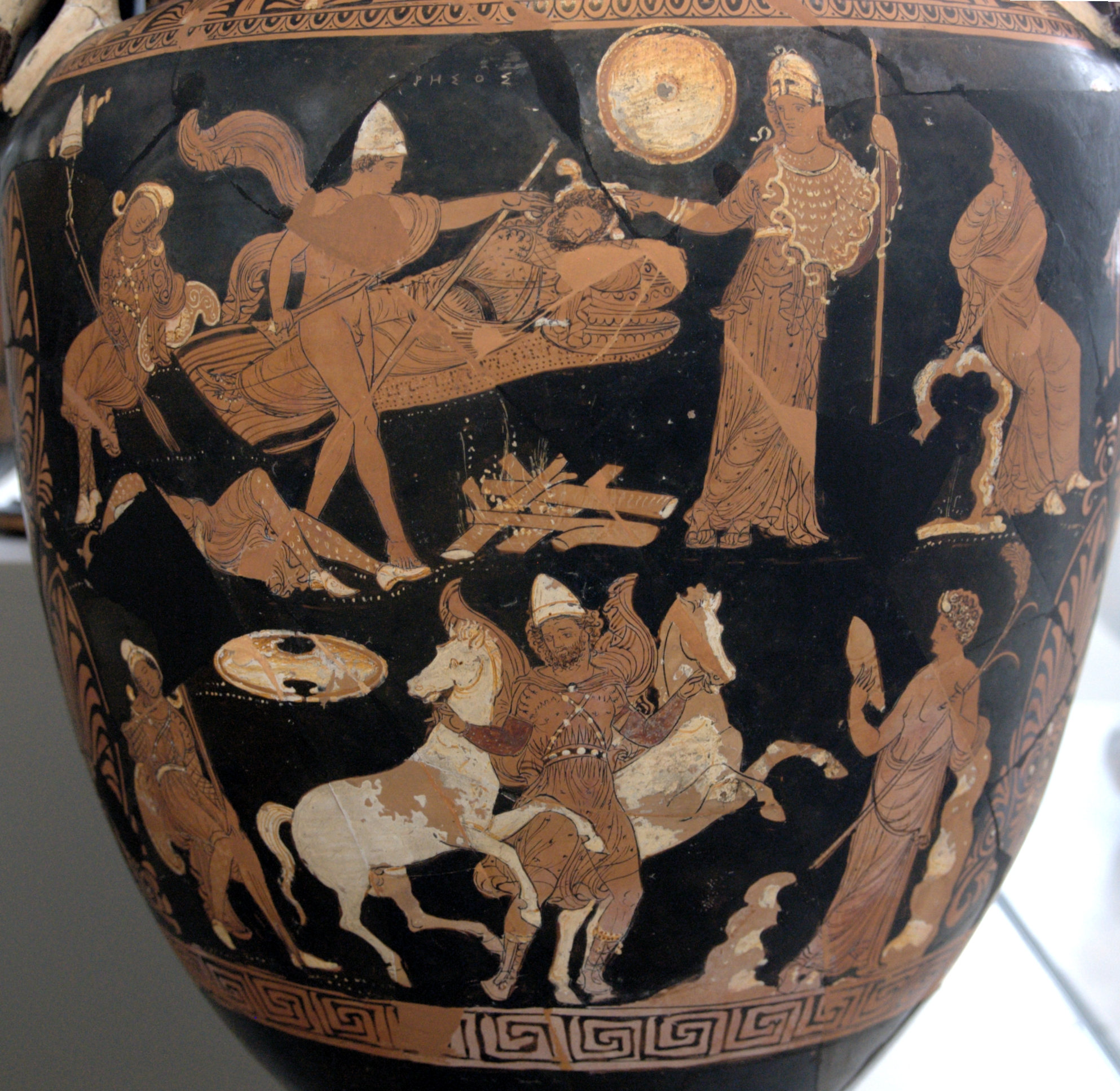
Den rödfiguriga Rhesosvasen på Altes Museum i Berlin. Överst mördar Diomedes den sovande Rhesos, medan Odysseus leder bort hästarna därunder.

Rhesos (klassisk grekiska: Ῥῆσος, Rhêsos; latin: Rhesus) är en thrakisk kung som uppträder i den grekiska mytologin. Han omnämns i den tionde sången i Homeros Iliad och denna berättelse utvidgas på 400-talet f.Kr. i dramat Rhesos (som, antagligen felaktigt, tillskrivits Euripides).

## Handling
Grekerna Diomedes och Odysseus ger sig ut nattetid för att spana på fienden (trojanerna). På väg till fiendelägret stöter de på den av trojanerna utsände spejaren Dolon (klädd i vargskinn med en huvudbonad av mårdskinn som förklädnad) som de frågar ut och därefter dödar (trots att han blivit lovad att skonas om han berättade vad han visste). Dolon har berättat om de nyanlända och av resan utmattade thrakernas läger, vilket ligger lite avsides från de övriga lägren, och om kung Rhesos ståtliga hästar, så Diomedes och Odysseus tar sig till lägret, dödar Rhesos (och tolv andra) och tar med sig hästarna tillbaka till sina skepp.

## Eponym
Från den latinska formen "Rhesus" kommer namnen:
- Rhesusapa, varifrån
  - Rhesusfaktorn i sin tur härstammar.
- Rhesus Glacier i Trojan Range på Anversön i den antarktiska Palmerarkipelagen.
- 9142 Rhesus i asteroidgruppen Trojanerna.

Även några insekter har namngivits efter Rhesus:
- Dagfjärilen Graphium rhesus
- Svärmararten Theretra rhesus
- Dvärgstriten Batracomorphus rhesus
- Stekeln Omphale rhesus

samt
- Långhorningssläktet Rhaesus/Rhesus